# Dieceza de Székesfehérvár

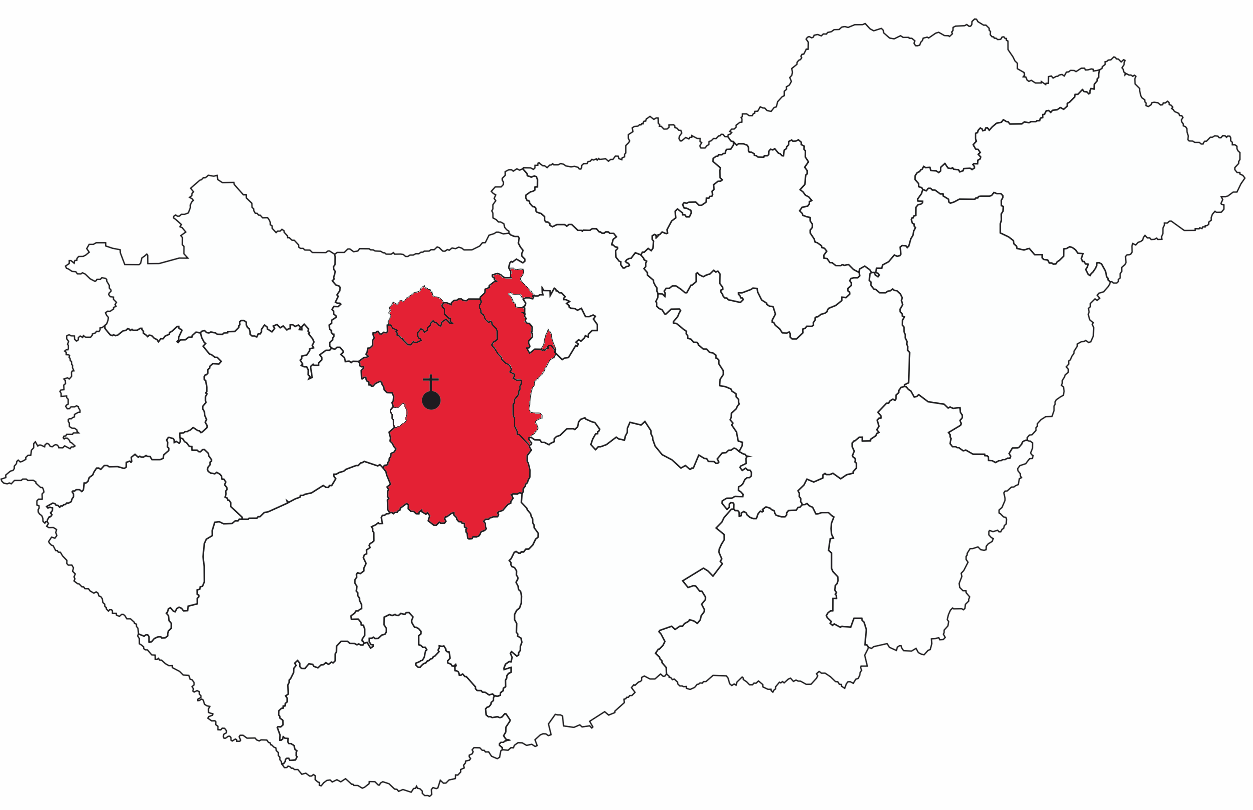
Localizarea jurisdicţiei diecezei pe harta Ungariei

Dieceza romano-catolică de Székesfehérvár (în latină Dioecesis Albae Regalensis) este una dintre cele douăsprezece episcopii ale Bisericii Romano-Catolice din Ungaria, cu sediul în orașul Székesfehérvár. Ea se află în provincia mitropolitană a Arhidiecezei de Esztergom-Budapesta.

## Istoric
Episcopia a fost fondată în anul 1770, printr-un edict dat de împărăteasa Maria Terezia a Austriei. Prin acest edict erau înființate două noi episcopii, una la Szombathely și alta la Székesfehérvár. Orașul Székesfehérvár era încă din secolul al XI-lea un loc foarte important deoarece aici au fost încoronați și înmormântați majoritatea regilor maghiari. Cu toate acestea, până la acest edict orașul nu a avut nici odată statutul de episcopie. Dieceza de Székesfehérvár a fost creată prin unirea unei părți a Arhidiecezei de Veszprém cu o parte a Diecezei de Győr. Noua episcopie a devenit sufragană a Arhidiecezei de Esztergom, statut pe care îl are până în prezent.
1. ↑  GCatholic.org